# Campeonato do Mundo B de Hóquei em Patins de 1990
O Campeonato do Mundo B de Hóquei Patins de 1990 Foi a 4ª edição do Campeonato do Mundo B de Hóquei em Patins, que se realiza a cada dois anos. É uma competição organizada pela FIRS (Federação Internacional de Desportos sobre patins) que apura os 3 primeiros classificados para o Campeonato do Mundo de Hóquei em Patins Masculino de 1991 e também para os Jogos Olímpicos de 1992.
A competição decorreu em Cidade Macau, Macau entre os dias 7 de Outubro e 14 de Outubro.

## Inscritos
Estão representados os cinco continentes na 4ª edição do Campeonato do Mundo B de Hóquei em Patins, nesta edição registou-se o maior número de países participantes, 22 no total.
| Continente | Pais       | Continente | Pais      | Continente | Pais      | Continente | Pais          |
| ---------- | ---------- | ---------- | --------- | ---------- | --------- | ---------- | ------------- |
| Europa     | Suíça      | Americano  | Colômbia  | Asia       | Japão     | Asia       | Hong Kong     |
| Europa     | Inglaterra | Americano  | Chile     | Asia       | Macau     | Asia       | Coreia do Sul |
| Europa     | Andorra    | Americano  | Equador   | Asia       | Taiwan    | Asia       | China         |
| Europa     | França     | Americano  | Venezuela | Asia       | Índia     | Oceania    | Austrália     |
| Europa     | Áustria    | Americano  | Brasil    | Asia       | Paquistão | Oceania    | Nova Zelândia |
| Africa     | Moçambique | Americano  | Cuba      |            |           |            |               |

## Fase de Grupos

### Grupo A
| Time       | J | V | E | D | GP | GC | SG  | Pts |
| ---------- | - | - | - | - | -- | -- | --- | --- |
| Brasil     | 7 | 6 | 1 | 0 | 43 | 12 | +31 | 19  |
| Suíça      | 7 | 6 | 0 | 1 | 45 | 24 | +21 | 18  |
| Inglaterra | 7 | 4 | 1 | 2 | 22 | 17 | +5  | 13  |
| Austrália  | 7 | 4 | 0 | 3 | 34 | 34 | 0   | 12  |
| Moçambique | 7 | 2 | 1 | 4 | 21 | 24 | −3  | 7   |
| Colômbia   | 7 | 1 | 3 | 3 | 17 | 25 | −8  | 6   |
| França     | 7 | 1 | 2 | 4 | 27 | 25 | +2  | 5   |
| México     | 7 | 0 | 0 | 7 | 18 | 66 | −48 | 0   |

|            | BRA | SUI | ING | AUS  | MOZ | COL  | FRA | MEX  |
| ---------- | --- | --- | --- | ---- | --- | ---- | --- | ---- |
| Brasil     | –   | 5–0 | 9–1 | 10–5 | 3–1 | 2–2  | 7–0 | 14–3 |
| Suíça      |     | –   | 2–1 | 5–4  | 7–3 | 10–3 | 8–7 | 15–2 |
| Inglaterra |     |     | –   | 4–0  | 4–3 | 6–2  | 1–1 | 6–2  |
| Austrália  |     |     |     | –    | 7–6 | 8–4  | 4–3 | 14–6 |
| Moçambique |     |     |     |      | –   | 2–2  | 6–1 | 6–2  |
| Colômbia   |     |     |     |      |     | –    | 3–3 | 5–2  |
| França     |     |     |     |      |     |      | –   | 12–3 |
| México     |     |     |     |      |     |      |     | –    |

### Grupo B
| Time      | J | V | E | D | GP | GC  | SG   | Pts |
| --------- | - | - | - | - | -- | --- | ---- | --- |
| Macau     | 6 | 6 | 0 | 0 | 60 | 3   | +57  | 18  |
| China     | 6 | 5 | 0 | 1 | 49 | 25  | +24  | 15  |
| Japão     | 6 | 4 | 0 | 2 | 37 | 13  | +24  | 12  |
| Venezuela | 6 | 3 | 0 | 3 | 59 | 40  | +19  | 9   |
| Áustria   | 6 | 1 | 1 | 4 | 30 | 21  | +9   | 4   |
| Índia     | 6 | 1 | 1 | 4 | 14 | 36  | −22  | 4   |
| Hong Kong | 6 | 0 | 0 | 6 | 4  | 115 | −111 | 0   |

|           | MAC | CHN | JPN | VEN  | AUT  | IND  | HKG  |
| --------- | --- | --- | --- | ---- | ---- | ---- | ---- |
| Macau     | –   | 7–1 | 7–2 | 11–0 | 14–0 | 11–0 | 24–0 |
| China     |     | –   | 6–5 | 13–5 | 8–5  | 10–5 | 17–3 |
| Japão     |     |     | –   | 6–4  | 1–0  | 4–2  | 24–0 |
| Venezuela |     |     |     | –    | 9–5  | 8–4  | 33–1 |
| Áustria   |     |     |     |      | –    | 3–3  | 17–0 |
| Índia     |     |     |     |      |      | –    | 9–0  |
| Hong Kong |     |     |     |      |      |      | –    |

### Grupo C
| Time          | J | V | E | D | GP | GC  | SG   | Pts |
| ------------- | - | - | - | - | -- | --- | ---- | --- |
| Nova Zelândia | 6 | 6 | 0 | 0 | 60 | 3   | +57  | 18  |
| Andorra       | 6 | 5 | 0 | 1 | 49 | 25  | +24  | 15  |
| Canadá        | 6 | 4 | 0 | 2 | 37 | 13  | +24  | 12  |
| Cuba          | 6 | 3 | 0 | 3 | 59 | 40  | +19  | 9   |
| Coreia do Sul | 6 | 1 | 1 | 4 | 30 | 21  | +9   | 4   |
| Taiwan        | 6 | 1 | 1 | 4 | 14 | 36  | −22  | 4   |
| Paquistão     | 6 | 0 | 0 | 6 | 4  | 115 | −111 | 0   |

|               | NZL | AND | CAN  | CUB  | KOR  | TWN  | PAK  |
| ------------- | --- | --- | ---- | ---- | ---- | ---- | ---- |
| Nova Zelândia | –   | 6–5 | 10–1 | 3–1  | 23–0 | 21–1 | 29–3 |
| Andorra       |     | –   | 7–4  | 22–5 | 29–4 | 19–0 | 45–2 |
| Canadá        |     |     | –    | 8–6  | 14–4 | 18–5 | 30–2 |
| Cuba          |     |     |      | –    | 8–0  | 6–0  | 8–0  |
| Coreia do Sul |     |     |      |      | –    | 13–5 | 18–7 |
| Taiwan        |     |     |      |      |      | –    | 10–1 |
| Paquistão     |     |     |      |      |      |      | –    |

## Fase Final

### Apuramento Campeão
|  | Quartas de final | Quartas de final |        |            | Semifinais     | Semifinais     |  |  | Final | Final |
|  |                  |                  |        |            |                |                |  |  |       |       |
|  |                  |                  |        |            |                |                |  |  |       |       |
|  |                  |                  |        |            |                |                |  |  |       |       |
|  | Brasil           | 3                |        |            |                |                |  |  |       |       |
|  | Brasil           | 3                |        |            |                |                |  |  |       |       |
|  | Andorra          | 1                |        |            |                |                |  |  |       |       |
|  | Andorra          | 1                | Brasil | 6          |                |                |  |  |       |       |
|  |                  |                  | Brasil | 6          |                |                |  |  |       |       |
|  |                  | Austrália        | 2      |            |                |                |  |  |       |       |
|  | Austrália        | Austrália        | 2      | 7          |                |                |  |  |       |       |
|  | Austrália        |                  |        | 7          |                |                |  |  |       |       |
|  | Macau            | 1                |        |            |                |                |  |  |       |       |
|  | Macau            | 1                | Brasil | 1          |                |                |  |  |       |       |
|  |                  |                  | Brasil | 1          |                |                |  |  |       |       |
|  |                  | Suíça            | 0      |            |                |                |  |  |       |       |
|  | Suíça            | Suíça            | 0      | 9          |                |                |  |  |       |       |
|  | Suíça            |                  |        | 9          |                |                |  |  |       |       |
|  | Nova Zelândia    | 3                |        |            |                |                |  |  |       |       |
|  | Nova Zelândia    | 3                | Suíça  | 3          | Terceiro lugar | Terceiro lugar |  |  |       |       |
|  |                  |                  | Suíça  | 3          | Terceiro lugar | Terceiro lugar |  |  |       |       |
|  |                  | Inglaterra       | 2      |            |                |                |  |  |       |       |
|  | China            | Inglaterra       | 2      | 1          | Austrália      | 4              |  |  |       |       |
|  | China            |                  |        | 1          | Austrália      | 4              |  |  |       |       |
|  | Inglaterra       | 15               |        | Inglaterra | 1              |                |  |  |       |       |
|  | Inglaterra       | 15               |        |            | 1              |                |  |  |       |       |
|  |                  |                  |        |            |                |                |  |  |       |       |
|  |                  |                  |        |            |                |                |  |  |       |       |

| CAMPEÃO DO MUNDO DE HÓQUEI EM PATINS B 1990 |
| ------------------------------------------- |
| BRASIL PRIMEIRO TITULO                      |

### 5º/8º
|  | Semifinais    | Semifinais |   |         | 5º/6º         | 5º/6º |  |
|  |               |            |   |         |               |       |  |
|  |               |            |   |         |               |       |  |
|  | Nova Zelândia | 9          |   |         |               |       |  |
|  | Andorra       | 4          |   |         |               |       |  |
|  |               |            |   |         |               |       |  |
|  |               |            |   |         |               |       |  |
|  |               |            |   |         | Nova Zelândia | 5     |  |
|  |               | Macau      | 3 |         |               |       |  |
|  |               |            |   |         |               |       |  |
|  |               |            |   |         |               |       |  |
|  |               |            |   |         | 7º/8º         |       |  |
|  |               |            |   |         |               |       |  |
|  | Macau         | 11         |   | Andorra | 12            |       |  |
|  | China         | 2          |   |         | China         | 2     |  |

### 9º/16º
| Lugar     | Partido    | Partido | Partido   | Resultado |
| --------- | ---------- | ------- | --------- | --------- |
| 9º - 16º  | Moçambique | -       | Cuba      | 8-1       |
| 9º - 16º  | México     | -       | Japão     | 8-4       |
| 9º - 16º  | França     | -       | Canadá    | 3-2       |
| 9º - 16º  | Colômbia   | -       | Venezuela | 11-1      |
|           |            | -       |           |           |
| 9º - 12º  | Moçambique | -       | México    | 13-2      |
| 9º - 12º  | França     | -       | Colômbia  | 6-1       |
|           |            | -       |           |           |
| 9º - 10º  | Moçambique | -       | França    | 1-0       |
| 11º - 12º | Colômbia   | -       | México    | 5-2       |

### 13º/16º
| Lugar     | Partido | Partido | Partido   | Resultado |
| --------- | ------- | ------- | --------- | --------- |
| 13º - 16º | Canadá  | -       | Venezuela | 12-9      |
| 13º - 16º | Cuba    | -       | Japão     | 4-3       |
|           |         | -       |           |           |
| 13º - 14º | Canadá  | -       | Cuba      | 8-6       |
| 15º - 16º | Japão   | -       | Venezuela | 4-1       |

### 17º/22º
| Time          | J | V | E | D | GP | GC | SG  | Pts |
| ------------- | - | - | - | - | -- | -- | --- | --- |
| Áustria       | 5 | 4 | 1 | 0 | 64 | 10 | +54 | 13  |
| Índia         | 6 | 4 | 0 | 2 | 48 | 19 | +29 | 12  |
| Coreia do Sul | 6 | 3 | 0 | 3 | 54 | 28 | +26 | 9   |
| Taiwan        | 6 | 1 | 1 | 4 | 32 | 28 | +4  | 4   |
| Paquistão     | 6 | 1 | 1 | 4 | 20 | 72 | −52 | 4   |
| Hong Kong     | 6 | 0 | 0 | 6 | 5  | 66 | −61 | 0   |

|               | AUT | IND | KOR  | TWN  | PAK  | HKG  |
| ------------- | --- | --- | ---- | ---- | ---- | ---- |
| Áustria       | –   | 3–3 | 10–2 | 12–1 | 22–4 | 17–0 |
| China         |     | –   | 5–8  | 10–4 | 19–3 | 11–1 |
| Coreia do Sul |     |     | –    | 4–6  | 18–7 | 22–0 |
| Taiwan        |     |     | –    | –    | 10–1 | 11–1 |
| Paquistão     |     |     |      |      | –    | 5–3  |
| Hong Kong     |     |     |      |      |      | –    |

## Classificação final
| 1. Brasil         |
| 2. Suíça          |
| 3. Austrália      |
| 4. Inglaterra     |
| 5. Nova Zelândia  |
| 6. Macau          |
| 7. Andorra        |
| 8. China          |
| 9. Moçambique     |
| 10. França        |
| 11. Colômbia      |
| 12. México        |
| 13. Canadá        |
| 14. Cuba          |
| 15. Japão         |
| 16. Venezuela     |
| 17. Áustria       |
| 18. Índia         |
| 19. Coreia do Sul |
| 20. Taiwan        |
| 21. Paquistão     |
| 22. Hong Kong     |